# Tricongius
Genre
Synonymes
- Oltacloea Mello-Leitão, 1940

Tricongius est un genre d'araignées aranéomorphes de la famille des Gnaphosidae.

## Distribution
Les espèces de ce genre se rencontrent en Amérique du Sud.

## Liste des espèces
Selon World Spider Catalog (version 23.0, 17/02/2022) :
- Tricongius amazonicus Platnick & Höfer, 1990
- Tricongius beltraoae (Brescovit & Ramos, 2003)
- Tricongius collinus Simon, 1893
- Tricongius granadensis Mello-Leitão, 1941
- Tricongius mutilatus (Mello-Leitão, 1940)
- Tricongius ribaslangei (Bonaldo & Brescovit, 1997)
- Tricongius ybyguara (Rheims & Brescovit, 2004)

## Systématique et taxinomie
Ce genre a été décrit par Simon en 1893 dans les Drassidae. Il est placé dans les Prodidomidae par Platnick en 1990, dans les Gnaphosidae par Azevedo, Griswold et Santos en 2018 puis dans les Prodidomidae par Azevedo, Bougie, Carboni, Hedin et Ramírez en 2022.
Oltacloea a été placé en synonymie par Rodrigues et Rheims en 2020.

## Publication originale
- Simon, 1893 : « Arachnides. Voyage de M. E. Simon au Venezuela (décembre 1887 - avril 1888). 21e Mémoire. » Annales de la Société Entomologique de France, vol. 61, p. 423-462 (texte intégral).